# Éric Carrière
Éric Carrière (Foix, 24 de maio de 1973) é um ex-futebolista francês que atuava como meio-campista.

## Carreira

### Nantes
Éric Carrière, se profissionalizou no FC Nantes em 1996.

### Lyon
Assinou com o clube Olympique Lyonnais, em 2001.

## Títulos
Nantes
- Copa da França: 1999, 2000
- Supercopa da França: 1999, 2001
- Campeonato Francês: 2001

Lyon
- Campeonato Francês: 2002, 2003, 2004
- Supercopa da França: 2002, 2003

Lens
- Copa Intertoto da UEFA: 2005

França
- Copa das Confederações: 2001